# ویسلونی
ویسلونی (به لاتین: Výsluní) یک منطقهٔ مسکونی در جمهوری چک است که در شهرستان خوموتوف واقع شده‌است.